# Graphops comosa
Graphops comosa är en skalbaggsart som beskrevs av Blake 1955. Graphops comosa ingår i släktet Graphops och familjen bladbaggar. Inga underarter finns listade i Catalogue of Life.